# Július Strnisko
Július Strnisko est un lutteur tchécoslovaque spécialiste de la lutte libre né le 6 août 1958 à Nitra et mort le 20 septembre 2008 dans la même ville.

## Biographie
Július Strnisko participe aux Jeux olympiques d'été de 1980 à Moscou dans la catégorie des poids lourds et remporte la médaille de bronze.